# Yingtou (köpinghuvudort i Kina, Shaanxi, lat 34,16, long 107,75)
Yingtou är en köpinghuvudort i Kina. Den ligger i provinsen Shaanxi, i den nordvästra delen av landet, omkring 110 kilometer väster om provinshuvudstaden Xi'an. Antalet invånare är 20 415. Befolkningen består av 9 524 kvinnor och 10 891 män. Barn under 15 år utgör 13,0 %, vuxna 15-64 år 79 %, och äldre över 65 år 7,0 %.
Runt Yingtou är det tätbefolkat, med 343 invånare per kvadratkilometer. Närmaste större samhälle är Shoushan, 13,1 km norr om Yingtou. Trakten runt Yingtou består till största delen av jordbruksmark.
Genomsnittlig årsnederbörd är 730 millimeter. Den regnigaste månaden är september, med i genomsnitt 159 mm nederbörd, och den torraste är december, med 2 mm nederbörd.